# Romuald Pułjan
Romuald Pułjan, właściwie Połujan (ur. 29 lipca 1894 w Grodnie, zm. 7 września 1971 w Giżycku) – polski nauczyciel, adwokat i działacz społeczny, poseł na Sejm II i III kadencji w II RP (1928–1935).

## Życiorys
Z zawodu był nauczycielem, w latach 20. pełnił obowiązki dyrektora gimnazjum im. Adama Mickiewicza w Grodnie. W 1928 został wybrany na posła na Sejm II kadencji w okręgu Grodno. Dwa lata później uzyskał reelekcję. W Sejmie był związany z klubem chadeckim. 